# Mondo sublunare

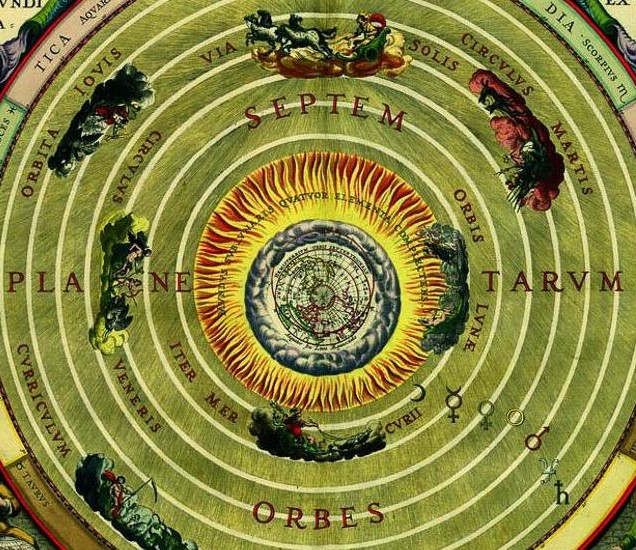
Le sfere sublunari in un disegno del 1660, che raffigura in maniera progressivamente concentrica le sfere orbitali dei pianeti (identificabili dal loro simbolo astrologico) fino al cielo della Luna, al di sotto del quale stanno appunto il cerchio del fuoco, dell'aria, dell'acqua, e infine della Terra.

Nell'ambito della fisica aristotelica e dell'astronomia greca, le sfere del mondo sublunare indicano la regione del cosmo situata al di sotto del cielo della Luna, e costituita dai quattro elementi classici, ovvero: terra, acqua, aria e fuoco, da intendere più che altro come espressioni tangibili di archetipi spirituali, di cui il loro aspetto fisico è la manifestazione più evidente.
Il mondo o la sfera sublunare è quindi il regno della natura soggetto al divenire e alla corruzione, a differenza del mondo astrale che, a partire dalla Luna salendo fino ai limiti dell'universo, è regolato da leggi permanenti e immutabili.

## Struttura del cosmo e del mondo sublunare

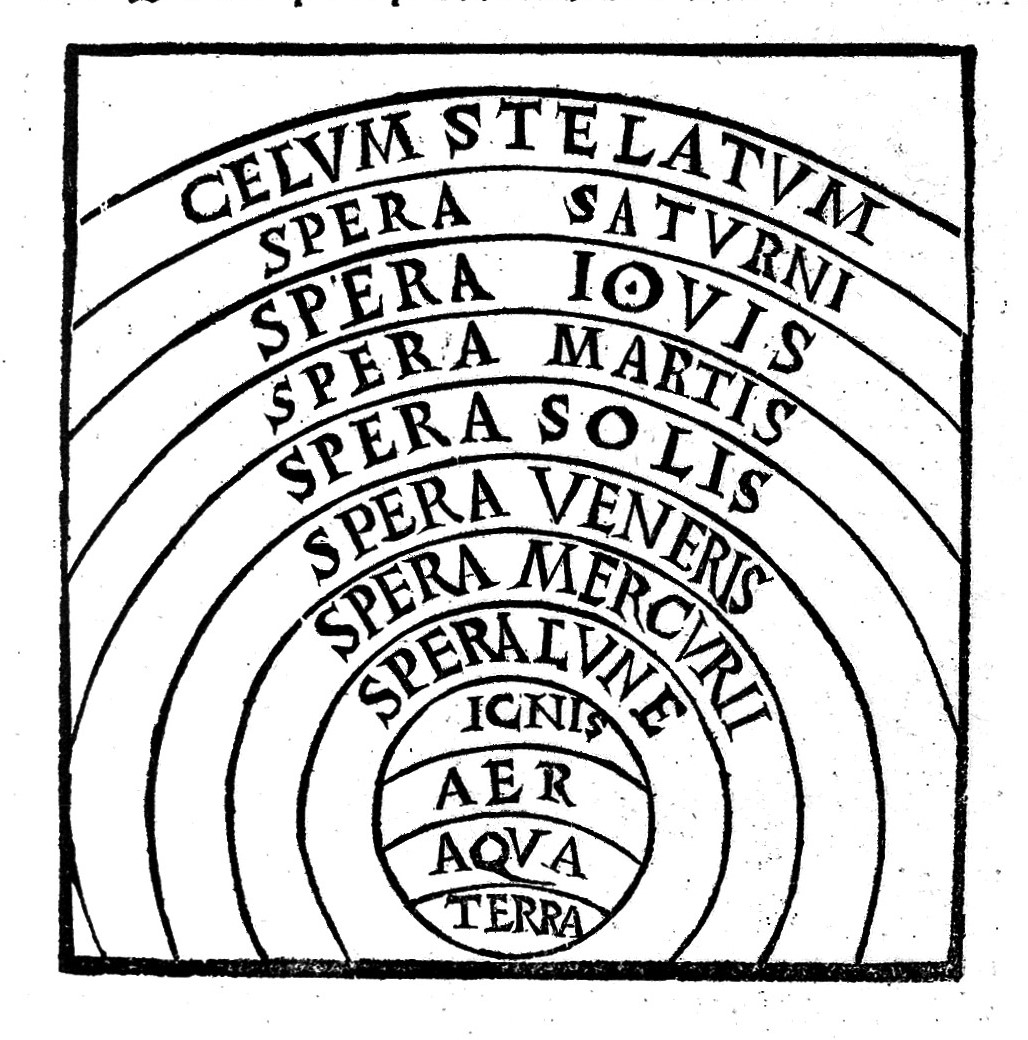
Illustrazione dei cieli e della sfera sublunare, da un'edizione della Philosophia naturalis di Alberto Magno.

Il concetto di un mondo terrestre sublunare, contrapposto a quello celeste, venne formulato grazie ai contributi di Platone e Aristotele, restando poi associato alla prospettiva di una Terra sferica posta al centro dell'Universo.
Per comprendere la dimensione terrena, dominata dai quattro elementi, occorreva rifarsi alla realtà spirituale trascendente, superiore alla prima sia spazialmente che ontologicamente, e costituita da un solo componente, purissimo e cristallino, chiamato «etere» o quintessenza. I Greci in particolare spiegavano lo spostamento dei pianeti ritenendo che il cielo fosse fatto a strati, cioè che i vari pianeti fossero collocati su delle rispettive sfere in movimento, simili ad orbite, ognuno incastonato in una di esse come una gemma: era il movimento di queste sfere a farli muovere, trascinandoli con sé.
Si trattava di sfere o cieli fatti appunto di etere incorruttibile, racchiusi uno dentro l'altro in maniera concentrica, i quali prendevano il nome dal pianeta che trasportavano: vi erano quindi, dall'interno verso l'esterno, il cielo della Luna (), di Mercurio (), di Venere (), del Sole (), di Marte (), di Giove (), di Saturno (), delle Stelle fisse, contenente lo zodiaco, e infine di un «primo mobile». Quest'ultimo, cercando di imitare la perfetta immobilità di Dio (detto perciò «motore immobile»), era contraddistinto dal moto più regolare e uniforme che ci fosse, quello circolare, trasmettendolo a sua volta a tutti gli altri cieli.
Il movimento tendeva tuttavia a corrompersi progressivamente dalla sfera più esterna verso quella sublunare, trasformandosi da circolare-uniforme in rettilineo. In tal modo la dottrina aristotelica poteva fornire un fondamento metafisico all'astrologia, poiché riconduceva tutti i mutamenti del mondo al movimento del primo cielo: il divenire terrestre cioè poteva essere previsto e spiegato astrologicamente, con cause non solamente meccaniche, ma soprattutto finalistiche, dotate di senso e destino.

### Le quattro sfere sublunari

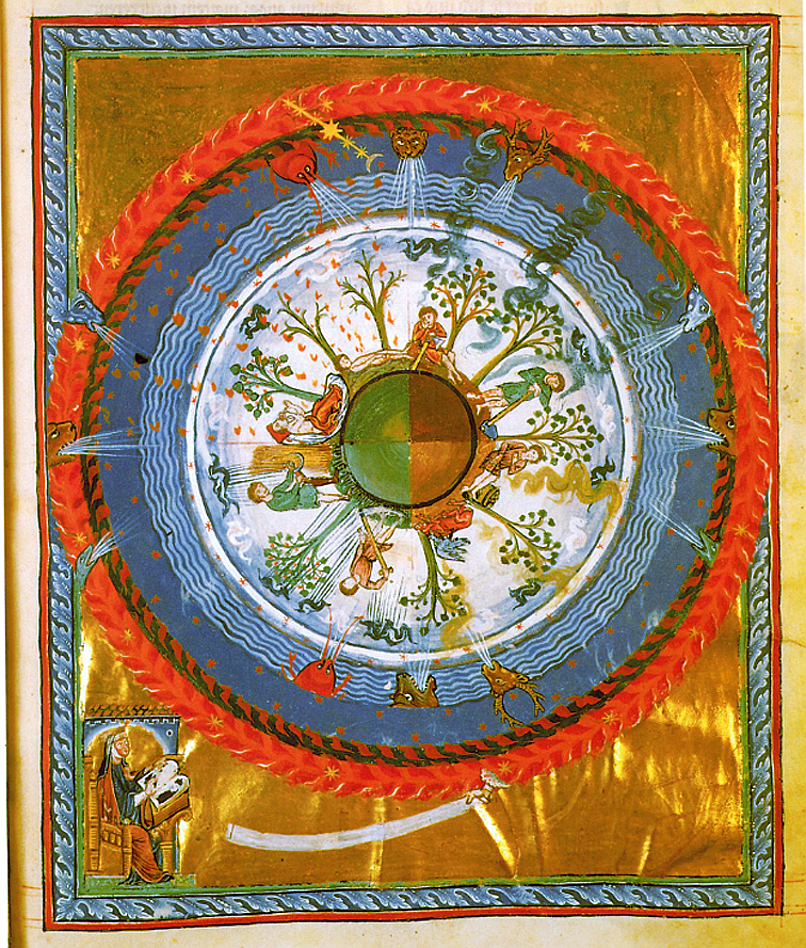
Miniatura medievale dal Liber divinorum operum, scritto da Ildegarda di Bingen, che raffigura su scala macrocosmica (dall'esterno verso il centro) la sfera del fuoco, dell'aria, dell'acqua e della terra, associandoli nel microcosmo alle quattro stagioni.

Mentre le leggi delle sfere celesti, animate da invisibili intelligenze motrici, sono studiate dalla metafisica, le sostanze elementari della Terra, percepibili coi sensi, costituiscono l'oggetto della fisica, una disciplina che resterà conosciuta anche come «filosofia della natura» almeno fino al XIX secolo.
Aristotele descrive il mondo sublunare in base alla dottrina dei quattro «luoghi naturali», nei quali dimora ciascuno degli elementi: essi hanno cioè la tendenza a tornare nel loro rispettivo ambiente originario, se da questo vengono separati, come dimostra un sasso gettato nell'acqua che affondando tende ad andare verso la sua sfera, quella della terra, mentre le bolle d'aria che si liberano nell'acqua tendono ad andare verso l'alto, ossia la sfera dell'aria. Al di sopra di tutti vi è il cerchio del fuoco, limite estremo oltre il quale la materia si rarefà ulteriormente nell'etere celeste, secondo una suddivisione in strati descritta ad esempio da Dante nella Divina Commedia.
Dall'alto verso il basso si hanno dunque le seguenti sfere sublunari, il cui ordine riflette la scala naturae:
1. sfera del fuoco (), corrispondente indicativamente alla ionosfera;[12]
2. sfera dell'aria (), in cui si manifestano i fenomeni meteorologici;
3. sfera dell'acqua (), comprendente i mari, gli oceani e il ciclo idrico;[13]
4. sfera della terra (), corrispondente alla superficie e all'interno della Terra.

Il movimento naturale del fuoco e dell'aria tende verso l'alto, quello dell'acqua e della terra verso il basso. Aristotele distingue pertanto il movimento naturale da quello violento, causato da un essere animato, che allontani con la forza uno dei quattro elementi dal suo ambiente naturale.
Un terzo tipo di movimento è quello perfetto, proprio degli astri più elevati, i quali sospinti dalle sfere di etere conoscono solo il moto circolare, privo della contrapposizione bipolare tra alto e basso responsabile viceversa dei continui fenomeni di generazione e corruzione, nascita e morte.

### Ulteriori sviluppi
La distinzione aristotelica tra regione sublunare e mondo celeste, che si rifletteva nella differenza tra fisica e metafisica, adottata nella cultura romana ad esempio da Cicerone e Lucano come la dolorosa consapevolezza di un'invalicabile frontiera tra Terra e Cielo, necessità e possibilità, trapassò nella filosofia e nella scienza medievali.

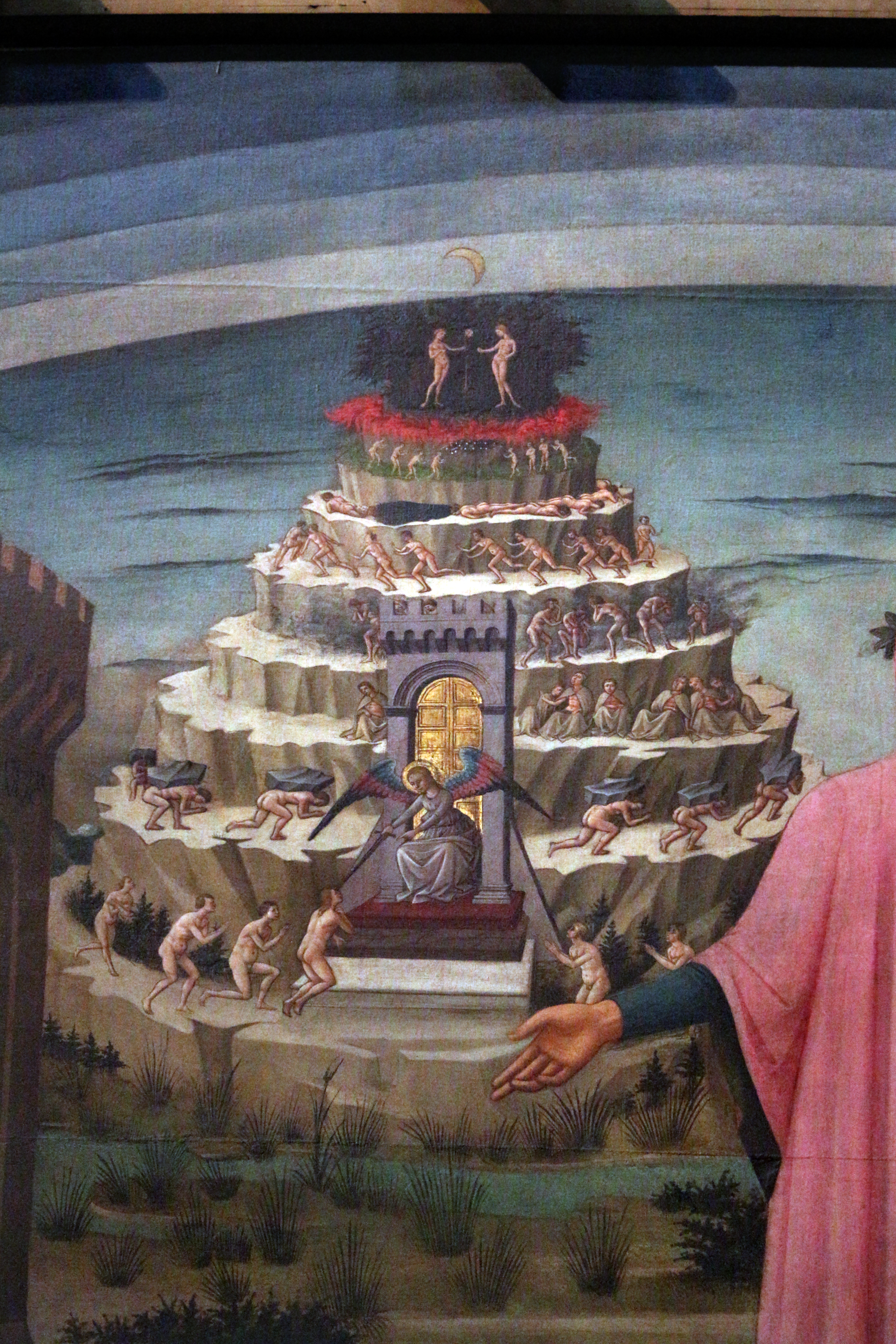
La montagna del Purgatorio di Dante, che si erge fino a sfiorare le sfere celesti e in particolare quella lunare.

L'arabo Avicenna rielaborò la concezione aristotelica dei movimenti di generazione e corruzione confinandoli unicamente entro le sfere sublunari. Gli scolastici medievali come Tommaso d'Aquino nella sua opera Summa Theologica, o Roberto Grossatesta nel De Luce, tracciarono sulle orme di Aristotele una netta separazione ontologica tra la natura delle sfere celesti e quella delle sfere sublunarie.
Dante immaginava che il monte del Purgatorio fosse così alto da riuscire a raggiungere il limite estremo della sfera sublunare, sicché
«libero è qui da ogne alterazione: 

di quel che 'l ciel da sé in sé riceve 

esser ci puote, e non d'altro, cagione»,
 ovvero esso non risente dei fenomeni elementari atmosferici, perché ogni evento è causato unicamente dall'influsso celeste.
Sarà nel Rinascimento, con la rivoluzione astronomica, che la contrapposizione tra regione sublunare e mondo etereo iniziò ad essere sfidata dalle teorie di Copernico, e ancor più sul piano filosofico da Nicola Cusano e soprattutto Giordano Bruno: quest'ultimo affermò l'esistenza di una pluralità dei mondi, prefigurando il principio di omogeneità dell'universo, secondo cui non vi sono salti ontologici o alterità qualitative tra le diverse realtà del cosmo, essendo in esso possibili infiniti altri sistemi planetari, con altri pianeti abitati come la Terra, tutti composti dai quattro elementi, tutti irradianti luce, e nessuno inferiore agli altri per dignità.
La concezione implicita nella struttura delle sfere sublunari continuò tuttavia a permeare la storia della filosofia, quale indicatore di un'irriducibile differenza ontologica tra la dimensione trascendente dell'Essere e quella degli enti sensibili, oppure venne riformulata in ambito esoterico, ad esempio nella cosmologia antroposofica promossa da Rudolf Steiner, che seppur sostituendo l'antica nozione di fuoco con quella di calore, distingueva quattro tipologie di etere, progressivamente condensatesi in forma fisica: si hanno così quattro strati che circondano la Terra, denominati da Steiner etere-calore, matrice del fuoco, etere-luce, da cui si origina l'aria, etere-chimico, da cui ha origine l'acqua, ed etere-vitale da cui ha origine la terra. I primi tre compenetrano poi in ordine inverso l'interno della Terra, il nucleo della quale risulta dunque pervaso da un estremo calore.
Il concetto di «sfera» è stato inoltre ripreso nella terminologia scientifica moderna per indicare gli strati in cui suddividere il nucleo della Terra e la sua atmosfera: si parla così ad esempio di litosfera, idrosfera, termosfera, ecc., e più in generale di geosfera.